# Juraj Minčík
Juraj Minčík (né le 27 mars 1977 à Spišská Stará Ves) est un céiste slovaque pratiquant le slalom.

## Palmarès

### Jeux olympiques
- 2000 à Sydney
  -  Médaille de bronze en K1

### Championnats du monde de slalom
- 1995 à Nottingham
  -  Médaille de bronze en C1 par équipe
- 1997 à Três Coroas
  -  Médaille d'or en C1 par équipe
- 2003 à Augsbourg
  -  Médaille d'or en C1 par équipe

### Championnats d'Europe de slalom
- 1998 à Roudnice nad Labem
  -  Médaille d'or en C1 par équipe
- 2000 à Mezzana
  -  Médaille d'or en C1 par équipe
  -  Médaille d'argent en C1
- 2002 à Bratislava
  -  Médaille d'or en C1 par équipe
- 2004 à Skopje
  -  Médaille d'argent en C1 par équipe
- 2005 à Ljubljana
  -  Médaille d'or en C1 par équipe
- 2006 à L'Argentière-la-Bessée
  -  Médaille d'argent en C1 par équipe
- 2007 à Liptovský Mikuláš
  -  Médaille d'or en C1 par équipe